# Lecidea endomelaena
Lecidea endomelaena är en lavart som beskrevs av William Allport Leighton. 
Lecidea endomelaena ingår i släktet Lecidea och familjen Lecideaceae.  Arten är reproducerande i Sverige. Inga underarter finns listade i Catalogue of Life.